# Groene Hart
A Groene Hart (magyarul: zöld szív) egy viszonylag gyéren lakott terület a Randstad területén, a legnagyobb holland városok (Rotterdam, Hága, Leiden, Haarlem, Amsterdam és Utrecht) által közrefogva. A Groene Hart területén kisebb települések osztoznak, mint Zoetermeer, Alphen aan den Rijn, Gouda, Woerden, Schoonhoven, Oudewater, Haastrecht, Nieuwkoop, Montfoort, Waddinxveen, Bodegraven és Boskoop.
A vidék falusias, mezőgazdasági jellegű. A szomszédos nagyvárosok lakóinak nyújt számos rekreációs lehetőséget kiterjedt zöld területei által. A Groene Hart kialakulásában közrejátszott a mocsaras talaj is, amely kedvezőtlennek bizonyult a nagyobb építkezések számára, viszont kiváló mezőgazdaságilag hasznosítható terület volt. 
A holland kormány 2003-ban foganatosított intézkedései értelmében a Groene Hart szomszédságában lévő nagyvárosokban korlátozták a vidék területére kiterjedő építkezések számát, ugyanakkor a kormány megszabta a vidéken létesíthető melegházak és kereskedelmi építmények számát is. Ezen intézkedésekkel próbálják megóvni a Groene Hart természetes környezetét.